# كأس لبنان للسيدات 2008
كأس لبنان للسيدات 2008 هي النسخة الأولى من كأس لبنان للسيدات، أعلى بطولة كأس كرة قدم نسائية للأندية في لبنان.
لعبت البطولة بين 3 و29 أيّار 2008 بمشاركة 6 فرق، وحقق اللقب الصداقة بعد فوزه 2–0 في النهائي على الأنصار.

## الجولة الأولى
شارك في الجولة الأولى أربعة فرق، وتأهل منها فريقين إلى نصف النهائي. لعبت المباريات في 3 أيّار 2008.
| رقم المباراة | الفريق المضيف | النتيجة | الفريق الضيف   |
| ------------ | ------------- | ------- | -------------- |
| 1            | الأنصار       | 6–0     | الهومنمن بيروت |
| 2            | الصداقة       | 11–1    | الشباب طرابلس  |

## نصف النهائي
تأهل ناديي الأدب والرياضة كفرشيما والشباب العربي مباشرة إلى نصف النهائي. شارك في نصف النهائي أربعة فرق، وتأهل منها فريقين إلى النهائي.
| رقم المباراة | الفريق المضيف | النتيجة | الفريق الضيف           |
| ------------ | ------------- | ------- | ---------------------- |
| 1            | الأنصار       |         | الأدب والرياضة كفرشيما |
| 2            | الصداقة       |         | الشباب العربي          |

## النهائي
لعب النهائي في 29 أيّار 2008.
| رقم المباراة | الفريق المضيف | النتيجة | الفريق الضيف |
| ------------ | ------------- | ------- | ------------ |
| 1            | الصداقة       | 2–0     | الأنصار      |